# Fredriksskans IP
Fredriksskans IP to stadion szwedzkiego klubu piłkarskiego Kalmar FF mieszczący się w mieście Kalmar. Został otwarty w roku 1900, a jego pojemność to 9795 miejsc, z czego 4695 jest siedzących, a 5100 stojących. Rekordową liczbę widzów osiągnięto 4 września 1949, podczas potyczki gospodarzy z klubem Malmö FF i wynosiła ona 15093 kibiców. W roku 2008 stadion ma zostać zastąpiony nowym, nazwanym Guldfågeln Arena.